# Lip Sync Battle
Lip Sync Battle (Brasil: Batalha de Lip Sync / Portugal: Lip Sync Battle - Batalhas em Palco)  é um programa competitivo de televisão estadunidense do gênero comédia e musical. Estreou pelo canal de televisão por assinatura Spike TV em 2 de abril de 2015. Que mais tarde mudou para o canal Paramount Network.
O programa é baseado em uma ideia de John Krasinski e Stephen Merchant, em que celebridades duelam entre si com performances de sincronia labial. Anteriormente, a mesma ideia foi introduzida como um recorrente segmento do programa The Tonight Show, apresentado por Jimmy Fallon.
O episódio de estreia foi o maior se tratando de audiência na história do canal Spike TV. Lip Sync Battle tem sido um programa de sucesso para o canal. A série foi renovada para sua segunda temporada em 22 de abril de 2015. Posteriormente, foi renovada para a terceira temporada em 2016, e para a quarta em 2017. Além disso, dois especiais de uma hora de duração foram lançados.
No Brasil, a série estreou pelo canal de televisão por assinatura Comedy Central Brasil em 13 de julho de 2015. Porém, sua estreia oficial foi no dia 26 de julho de 2015.

## Visão geral
O programa estreou no canal estadunidense Spike TV, na quinta-feira, 2 de abril de 2015. Produzido por John Krasinski e Stephen Merchant, apresentado pelo rapper e ator LL Cool J. A modelo Chrissy Teigen também participa do programa como comentarista.
O show é uma obra derivada de um dos quadro introduzidos no Late Night with Jimmy Fallon. Merchant, Krasinski e Emily Blunt estavam debatendo ideias para próxima aparição de Krasinski no Late Night quando a ideia de lip sync surgiu. Jimmy Fallon, em seguida, desenvolveu a ideia em um segmento recorrente em seu programa. O jogo coloca duas celebridades em uma batalha de lip sync (termo anglófono para sincronia labial, uma técnica parecida com o playback) por duas rodadas o resultado é dado pela pláteia, após as duas rodadas serem concluídas.
Em 2014, Merchant, Krasinski e Fallon propôs o show para a NBC; a rede, no entanto, optou por não aceitá-lo porque o conceito não parecia suficiente para ser desenvolvido à parte. Os demais canais a cabo da NBC e Bravo também recusaram a ideia. No entanto, o programa acabou sendo desenvolvido pelo Spike TV, que estava no processo de mudança de marca. Kevin Kay, o presidente da rede, declarou: "Parte do que eu queria fazer com 'Lip Sync Battle' é aumentar a co-visualização, mas também adicionar diversidade à rede".
Lip Sync Battle tem sido um grande sucesso para o canal; com mais de dois milhões de espectadores, a sua estréia foi a de maior audiência na história do canal. Kay descreveu o programa como "uma estrela do rock da televisão e viral para o canal Spike". O programa foi renovado para sua segunda temporada em 22 de abril de 2015, com o canal solicitando vinte novos episódios.
O programa continuou oferecendo altas audiências. Em janeiro de 2016, a rede renovou a série para uma terceira temporada, que consistiu em mais 20 episódios. "Lip Sync Battle é um fenômeno de cultura pop multiplataforma que tem desempenhado um papel fundamental, oferecendo um público novo e mais amplo para o Spike", disse Kevin Kay, o presidente da rede. Em julho, o programa recebeu uma indicação ao Emmy na categoria Melhor Programa de Realidade Estruturada, perdendo o prêmio para a série de game show Shark Tank.
Em 2017, mesmo com as quedas na audiência, a série foi renovada para a quarta temporada, com o canal solicitando dezoito novos episódios.

## Episódios
| Temporada | Temporada | Episódios | Exibição original      | Exibição original      |
| Temporada | Temporada | Episódios | Estreia da temporada   | Final da temporada     |
| --------- | --------- | --------- | ---------------------- | ---------------------- |
|           | 1         | 18        | 2 de abril de 2015     | 20 de agosto de 2015   |
|           | Especial  | Especial  | 19 de novembro de 2015 | 19 de novembro de 2015 |
|           | 2         | 21        | 7 de janeiro de 2016   | 23 de junho de 2016    |
|           | Especial  | Especial  | 11 de setembro de 2016 | 11 de setembro de 2016 |
|           | 3         | 24        | 12 de outubro de 2016  | 19 de julho de 2017    |
|           | Especial  | Especial  | 10 de outubro de 2017  | 10 de outubro de 2017  |
|           | Especial  | Especial  | 25 de novembro de 2017 | 25 de novembro de 2017 |
|           | Especial  | Especial  | 18 de janeiro de 2018  | 18 de janeiro de 2018  |
|           | 4         | TBA       | 25 de janeiro de 2018  | Junho de 2018          |

## Adaptações internacionais
| País          | Título                               | Canal                   | Apresentador                        | Estreia                 |
| ------------- | ------------------------------------ | ----------------------- | ----------------------------------- | ----------------------- |
| Canadá        | Lip Sync Battle: Face à Face         | MusiquePlus/V           | Joel Legendre Marie-Soleil Dion     | 2 de outubro de 2015    |
| Chile         | Lip Sync Chile                       | TVN                     | Karen Doggenweiler                  | 6 de julho de 2015      |
| China         | Lip Sync Battle Chinês: 对口型大作战 | Shenzhen TV/Sohu        | Nic Li Yu Shasha                    | 29 de janeiro de 2016   |
| Hungria       | Playback párbaj                      | RTL Spike               | Laci Gáspár Zsófi Szabó             | 2 de dezembro de 2016   |
| Indonésia     | Celebrity Lip Sync Battle Indonesia  | NET.                    | Ananda Omesh                        | 12 de outubro de 2015   |
| Líbano        | Lip Sync Battle Waleha               | LBCI                    | Dolly Ayash Tarek Abou Jaoude       | 16 de abril de 2016     |
| México        | Lip Sync México                      | Comedy Central/Azteca 7 | Nicky Jam Adriana Ron Pedrique      | 6 de julho de 2016      |
| Filipinas     | Lip Sync Battle Philippines          | GMA Network             | Michael V. Iya Villania             | 27 de fevereiro de 2016 |
| Polónia       | Lip Sync Battle. Ustawka             | player.pl               | Natalia Jakuła Piotr Kędzierski     | 27 de janeiro de 2016   |
| África do Sul | Lip Sync Battle África               | MTV África              | Pearl Thusi D'Banj                  | 14 de abril de 2016     |
| Tailândia     | Lip Sync Battle Thailand             | ONE HD 31               | Niti Chaichitathorn Panisara Pimpru | 17 de julho de 2017     |
| Reino Unido   | Lip Sync Battle UK                   | Channel 5               | Melanie Brown Professor Green       | 8 de janeiro de 2016    |
| Vietname      | Kỳ Phùng Địch Thủ – Lip Sync Battle  | HTV7                    | Vân Sơn Ngọc Trinh Trấn Thành       | 6 de agosto de 2016     |
| Portugal      | Lip Sync Portugal Playback Total     | SIC                     | César Mourão João Manzarra          | 13 de janeiro de 2019   |
| Brasil        | Batalha do Lip Sync                  | TV Globo                | Luciano Huck                        | 14 de agosto de 2022    |